# Monte Verde de Villa
Monte Verde de Villa är en ort i Mexiko.   Den ligger i kommunen Culiacán och delstaten Sinaloa, i den västra delen av landet, 1 000 km nordväst om huvudstaden Mexico City. Monte Verde de Villa ligger 167 meter över havet och antalet invånare är 340.
Terrängen runt Monte Verde de Villa är platt åt sydväst, men åt nordost är den kuperad. Runt Monte Verde de Villa är det mycket glesbefolkat, med 6 invånare per kvadratkilometer. Närmaste större samhälle är Tabalá, 18,2 km söder om Monte Verde de Villa. I omgivningarna runt Monte Verde de Villa växer huvudsakligen savannskog.